# Uishdish
Uishdish o Umildish fou una província de Manna, i el nom assiri del modern Azerbaidjan (territori entre Tabriz i Maragha).
El rei Rusa I (735-713) d'Urartu havia instigat contra el rei Aza de Manna al rei Mit'atti de Zikurti i als prínceps de Misianda i Umildish (aquest darrer governat pel príncep Bagdatti), que eren els seus vassalls en aquest temps. Aza fou derrotat i enderrocat per una facció anti-assíria de la seva pròpia cort, resultant mort probablement assassinat (717 aC). Es va posar al tron a Ullusunu, germà del rei mort i els vencedors van obtenir importants cessions, entre les quals 22 ciutats o districtes fronterers per a Rusa I que s'emportava la part principal. El 716 aC Sargon II d'Assíria va decidir anar a la zona; el príncep Bagdatti d'Umildish fou fet presoner i executat (espellat viu) al mateix lloc on havia estat mort Aza. Ullusunu va haver de retre homenatge a Sargon. Al segle vii aC el país fou poblat pels cimmeris i va agafar el nom de Gamir (de gimirru = cimmeris).